# Папа Гргур XIII
Папа Гргур XIII (7. јануар 1502. Болоња—10. април 1585. Рим) је био папа од 1572. до 1585. године. Раније име му је било Уго Бонцомпагни. Био је носилац католичке реакције. Спроводио је у дело одлуке Тридентског сабора. Помагао је француске католике у борби против хугенота и одобрио покољ у Вартоломејској ноћи 1572. године. Римски колеџ назван по њему је Грегоријански универзитет. Реформисао је јулијански у грегоријански календар.